# Antepipona cabrerai
Antepipona cabrerai é uma espécie de insetos himenópteros, mais especificamente de vespas pertencente à família Vespidae.
A autoridade científica da espécie é Dusmet, tendo sido descrita no ano de 1909.
Trata-se de uma espécie presente no território português.